# Ulrich Schaffer
Ulrich Schaffer (* 17. Dezember 1942 in Pommern) ist ein Schriftsteller und Fotograf. Seine Hauptthemen sind Spiritualität, Beziehungen und Schönheit.

## Leben
Die Familie Schaffer floh nach dem Ende des Zweiten Weltkrieges aus Pommern in eine westliche Besatzungszone. 1953 wanderte die Familie nach Kanada aus, wo Ulrich Schaffer zuerst zwei Jahre in der Prärie im Süden Albertas und ab 1955 in Kitimat, am Rand der Wildnis im Norden von British Columbia, aufwuchs und die Highschool besuchte. Einige seiner Mitschüler waren Indianer, er las als Einziger im englischsprachigen Umfeld deutsche Literatur und unternahm mit 16 Jahren erste Schreibversuche. Er zog 1961 mit 18 Jahren nach Vancouver, studierte an der University of British Columbia Anglistik und später als Austauschstudent zwei Semester auch in Hamburg Germanistik. Mit seinem Professor Fred Krügel verband ihn eine Freundschaft, der ihn auch zum Schreiben ermutigte. 1964 konnte er erste Gedichte mit dem Titel Im Gegenwind veröffentlichen. 1965 machte er seinen Bachelor, und 1970 schloss er sein zweites Studium ab. Er schrieb eine Doktorarbeit über die österreichische Lyrikerin Christine Lavant, die als nicht analytisch genug und als zu kreativ beurteilt wurde. Zehn Jahre unterrichtete er anschließend als Dozent für europäische Literatur an einem College. Ab 1971 konnte er in Deutschland seine Werke publizieren. Wegen nonkonformer Glaubensaussagen, die den evangelikalen Rahmen sprengten, wurde er 1969 aus seiner Freikirche wegen Irrlehre ausgeschlossen, und 1983 wurde er für seinen deutschen Verlag J. G. Oncken Nachf. nicht mehr tragbar, und er wechselte zum Kreuz-Verlag. 1978 kam ein erster Bildband mit dem Titel Im Aufwind heraus.
Seit 1981 ist Ulrich Schaffer freiberuflich Schriftsteller, Lyriker und Fotograf.

Viele Jahre kam er zu Lesungen und Seminaren nach Deutschland. Der Autor verfasst sowohl Lyrik als auch Prosa. Er hat zahlreiche Bild- und Textbände veröffentlicht, darunter auch großformatige und preisgekrönte Wandkalender seit 1984. Texte und Fotos sind typischerweise meditativ und naturverbunden, beschäftigen sich jedoch auch mit dem Leben allgemein, Beziehungen, psychologisch-therapeutischen Aspekten, Weisheit, Astrologie und dem Suchen von Menschen nach Erfüllung, Werten und Lebenssinn.
Seit 2001 veröffentlicht Ulrich Schaffer Prosatexte und Lyrik bei der online-Beratungsplattform „Webseelsorge“. 2002 wurde seine deutsche Übersetzung des bekannten englischen Werks Der Prophet von Kahlil Gibran herausgegeben.

## Familie
Ulrich Schaffer und seine Frau Waltraud, mit der er seit 1965 verheiratet ist, zogen 1972 nach Burnaby, in einen Vorort von Vancouver. Seit 1997 leben sie in Gibsons, das nur mit einer Fähre zu erreichen ist und ganz im Süden der Küste von British Columbia liegt. Sie haben zwei erwachsene Töchter.

## Werke in Auswahl
- Trotz meiner Schuld, J. G. Oncken Nachf., 1971.
- Journal. Oncken, 1982, ISBN 3-7893-7148-3.
- mit Wilhard Becker: Ganz anders könnte man leben, Stuttgart 1983.
- Neues umarmen, Kreuz-Verlag, 1984, ISBN 3-7831-0739-3.
- Der Prophet, in: „Gute Wanderschaft mein Bruder!“ Kanadische Anthologie. Hgg. Gottfried Friedrich, Walter E. Riedel. St. Benno Verlag, Leipzig 1986, S. 291–296.
- Weil du einmalig bist, Ernst-Kaufmann-Verlag, Lahr 1987, ISBN 3-7806-0506-6.
- Du bist einzigartig, Kreuz, Freiburg 1996, ISBN 3-7831-1469-1.
- Visions, Kreuz, Freiburg 2000.
- Gott in der Weite meiner Fantasie, Kreuz, Freiburg 2000.
- Die innere Stimme, Herder Verlag, Freiburg 2004.
- Lass dich los! Kaufmann-Verlag, 2004, ISBN 3-7806-0644-5.
- Das Wunder liegt in dir, Herder, Freiburg 2004.
- Handbuch der Mutigen, Kreuz, Freiburg 2006, ISBN 3-7831-2799-8.
- Spannung, Kreuz, Freiburg 2006.
- Ich suche mit Verlangen, Kreuz Freiburg, 2006, ISBN 3-7831-2677-0.
- Im Fluss der Zeit. Gedanken beim Älterwerden, Herder, Freiburg 2015, ISBN 978-3-451-80420-5.
- Grundrechte. Ein Manifest, Herder, Freiburg 2018, ISBN 978-3-946905-32-5.